# PZL-130 Orlik
Le PZL 130 Orlik est un avion du constructeur aéronautique polonais PZL. C'est un monomoteur biplace destiné à des vols d'entraînement militaires. Doté d'un moteur Pratt & Whitney PT6-25C, son premier vol date d'octobre 1984.

## Conception et développement
L’Orlik a été conçu par Państwowe Zakłady Lotnicze (PZL) comme avion de formation pour la Force aérienne polonaise, pour remplacer les PZL-110 Kolibers. Il a également été conçu pour répondre au standard américain FAR 23. Le projet était sous la supervision d'Andrzej Frydrychewicz, ingénieur en chef de PZL.
Équipé d'une voilure à faible allongement pour mieux simuler le comportement des chasseurs à réaction, l'avion a été initialement conçu pour être propulsé par un moteur en étoile de conception soviétique Vedeneïev M14Pm (en) devant être remplacé à terme par la version modifiée et de construction polonaise Ivchenko AI-14 (en) sur les appareils de série. Le premier prototype vola le 12 octobre 1984, le deuxième prototype en décembre et le troisième en janvier 1985.
Alors que l'armée polonaise avait prévu d'équiper ses Orlik du moteur en étoile de production locale, PZL avait prévu une version différente spécialement pour l'export, le PZL-130T Turbo Orlik, avec turbopropulseur. Le troisième prototype fut rééquipé d'un Pratt & Whitney PT6A-25P de 410 kW et vola le 13 juillet 1986, mais il fut détruit dans un accident en janvier 1987 lors d'une démonstration pour la Force aérienne colombienne. Deux autres prototypes à turbopropulseur ont suivi en 1989 et en 1990, l'un, PZL-130TB, propulsé par un Walter M-601E (en), de construction tchèque, de 560 kW et l'autre, PZL-130TP, par un PT6A-25.
En 1990, le développement de l'Orlik avec moteurs à piston a été abandonné, car les moteurs en étoile de construction polonaise ne délivraient pas assez de puissance, et les Polonais souhaitaient passer au PZL-130TB motorisé M-601.

## Histoire opérationnelle
Les livraisons de PZL-130TB à l'armée polonaise ont commencé en 1994, avec les avions pour équiper l'École de l'air de Dęblin et le 60e régiment de formation aérienne de Radom. Tous les PZL-130TB polonais ont été mis à niveau vers le standard TC-1, avec sièges éjectables et avionique améliorée. 

## Variantes
PZL-130 Orlik
L'avion d'origine avec le moteur à pistons Vedeneyev M14Pm.
PZL-130T Turbo Orlik
Version avec un turbopropuseur Pratt & Whitney Canada PT6A-25P
PZL-130TM Orlik
Version avec turbopropuseur Walter M601E (en)
PZL-130TB Orlik
Version avec turbopropuseur Walter M601T (en)
PZL-130TC I Orlik
Version avec sièges éjectables Martin-Baker Mk.11 et avionique modernisée
PZL-130TC II Orlik
Version avec turbopropuseur Pratt & Whitney Canada PT6A-25C, ailettes, et changement de la position du siège formateur.
PZL-130TC III Orlik
Version avec avionique modernisée (par exemple Affichage tête haute)

## Utilisateurs
Pologne
- Force aérienne polonaise : 16 PZL-130TC II Orlik Advanced en service en 2020
- Marine polonaise : ? appareils, tous retirés du service

### Aéronefs comparables
- Atlas ACE (en)
- Beechcraft T-6 Texan II
- Beechcraft T-34 Mentor
- Embraer EMB 312 Tucano et Short Tucano (en)
- ENAER T-35 Pillán
- Fuji T-3
- Fuji T-7
- KAI KT-1
- Kobac (en)
- Pilatus PC-7
- Pilatus PC-9
- Socata TB-30 Epsilon
- Socata TB-31 Omega
- TAI Hürkuş